# أزمة المياه في حرب غزة
أزمة المياه في حرب غزة حدثت بعد إعلان إسرائيل الحرب على قطاع غزة منذ 7 أكتوبر 2023، قطعت إمدادات الكهرباء والمياه بسبب إغلاق كافة المعابر، وفرض حصار شامل ومشدد على القطاع "لا كهرباء ولا طعام ولا ماء ولا وقود".

## أزمة خانقة
أوقفت شركة ميكوروت الإسرائيلية بعد  إعلان الحرب على قطاع غزة إمدادات مياه الشرب التي تصل إلى الفلسطينين في مناطق القطاع، خاصة في المنطقة الوسطى وشرقي مدينتي رفح وخان يونس جنوبي قطاع غزة.
أكدت سلطة المياه وجودة البيئة الفلسطينية وجود أزمة مياه حادة تعصف بسكان قطاع غزة وعدم توفر مياه آمنة صالحة للشرب، وأثر ذلك على صعيد توفر خدمات مياه الصرف الصحي جراء انقطاع التيار الكهربائي، وعدم القدرة على تشغيل مولّدات الكهرباء بسبب نفاد الوقود.
تعمل محطات تحلية المياه بشكل جزئي بسبب أزمة الكهرباء، فيما لا يتمكن السكان من تشغيل الآبار الجوفية للسبب ذاته، ويزيد من خطورة الأزمة عدم عمل سيارات نقل المياه بسبب نفاد الوقود.
تفاقمت أزمة المياه بسبب الإغلاق المتواصل للمعابر منذ 2 مارس (2025 - الآن).

## المخاطر الصحية
يضطر الكثير من النازحين إلى شرب مياه مالحة وملوثة ما يهددهم بالإصابة بالأمراض والأوبئة، وظهور حالات مغص وإسهال ونزلات معوية بسبب المياه الغير صالحة.
الأطفال الصغار هم الأشد عرضة لتفشي الأمراض الناجمة عن نقص المياه النظيفة والصرف الصحي، وأن عدم توفر مياه آمنة سيؤدي إلى وفاة مزيد من الأطفال .

## ردود فعل
بسبب الحصار الإسرائيلي المستمر على غزة الذي يشمل القطع المأساوي للمياه، والكهرباء، والوقود، قال المفوض العام لوكالة الأمم المتحدة لإغاثة وتشغيل لاجئي فلسطين (الأونروا): "كل صبية وصبي قابلتهم في مدارس للأونروا تضم النازحين في غزة طلبوا مني الخبز والماء".

## مستقبل المياه الصالحة للشرب
يعاني قطاع غزة منذ سنوات طويلة بسبب الحصار من أزمة مياه خانقة، حيث تقول مؤسسات كثيرة إن السكان -قبل الحرب- كانوا لا يحصلون إلا على نحو 35% من احتياجاتهم الحقيقية للمياه، وأكثر من 90 بالمئة من المياه في طبقة المياه الجوفية الوحيدة في غزة لم تعد صالحة للشرب.